# Karl Elsener (Fussballspieler)
Karl «Charly» Elsener (* 13. August 1934 in Bülach; † 27. Juli 2010 in Zürich) war ein Schweizer Fussballtorhüter, der 1956 mit dem Grasshopper Club Zürich die Meisterschaft in der Nationalliga A gewann und 34 Spiele in der Schweizer Fussballnationalmannschaft in den Jahren 1958 bis 1966 bestritt.

## Karriere

### Verein, 1944–1970
Das Fussballspiel erlernte Karl «Charly» Elsener bei den Junioren des FC Wallisellen. In der Saison 1951/52, noch im Juniorenalter, hütete er das Tor des damaligen 3.-Liga-Vereins. Auf die Saison 1953/54 hin wechselte er in die Nationalliga B zum FC Winterthur. Ein Jahr später folgte der Wechsel zu den Grasshoppers in die Nationalliga A, wo er erste Erfolge feierte. Die Vizemeisterschaft von 1954 ging dem Double-Gewinn des Jahres 1956 voraus. Es folgten die zwei Vizemeistertitel von 1957 und 1958 sowie der Cupfinal 1958 gegen die Young Boys Bern. Im Januar 1959 wechselte er zu La Chaux-de-Fonds und danach für eine Transfersumme von 30'000 Fr. wieder zurück zum FC Winterthur, wo er zwei Saisons blieb, bevor ihn die Winterthurer wieder zu GC ziehen lassen mussten. Mit den Grasshoppers bestritt er 1963 nochmals einen Cupfinal, den der Verein jedoch dieses Mal gegen den FC Basel verlor. Weitere Stationen waren 1963 der FC Grenchen, 1965 der FC Lausanne-Sport und schliesslich ab 1966 der FC Luzern, wo er 1969 seine Profikarriere beendete. Danach spielte er noch während zweier Saisons beim damaligen 1.-Liga-Verein FC Frauenfeld.

### Nationalmannschaft, 1958–1966
Am 16. April 1958 debütierte Karl Elsener mit 23 Jahren in der Nationalmannschaft beim Spiel in Paris gegen Frankreich. Das Spiel endete mit 0:0, und damit war sein Einstand als Torhüter geglückt. Zum ersten Höhepunkt wurden die Qualifikationsspiele zur Fussball-Weltmeisterschaft 1962 in Chile. Im Jahre 1961 fanden die entscheidenden Begegnungen gegen Schweden statt. Durch das 3:2 im Rückspiel am 29. Oktober 1961 in Bern ertrotzten sich die Eidgenossen ein Entscheidungsspiel gegen den WM-Finalisten von 1958. Das Spiel wurde am 12. November 1961 in Berlin ausgetragen. Da durch die negativ publizierten Begleitumstände des Halbfinalspieles der WM 1958 des Gastgebers gegen den Titelverteidiger Deutschland noch immer Vorbehalte gegen die Skandinavier in Deutschland überwogen, hatte die Schweiz ein «Heimspiel». Die Berliner waren der 12. Mann  der Schweizer beim 2:1-Sieg gegen die favorisierten Schweden. Ohne die Klassestürmer Kurt Hamrin und Lennart Skoglund, zwar noch mit den Abwehrrecken Orvar Bergmark und Bengt Gustavsson, waren die Spieler mit den drei Kronen auf der Brust nicht mehr zu den Leistungen der WM-Tage von 1958 in der Lage. Rückhalt des Schweizer Teams war der souverän agierende Torhüter Karl Elsener.
In den drei Gruppenspielen bei der Weltmeisterschaft 1962 gegen Chile, Deutschland und Italien überzeugte der Torhüter Zuschauer und Fachleute in gleicher Weise. Er war der überragende Goalie der Mannschaft von Trainer Karl Rappan. Heribert Meisel, österreichischer Journalist mit internationalem Ruf, nahm Karl Elsener in seinem Buch über das WM-Turnier 1962 im Südwest Verlag in München sogar in sein «Welt-Team» auf. Auch bei den Qualifikationsspielen zur Weltmeisterschaft 1966 gegen Nordirland, Albanien und Holland war die Qualität des Torhüterspiels von Elsener mitentscheidend für den Erfolg des Teams von Trainer Alfredo Foni. Als er an der Endrunde seinem deutschen Gegenspieler Wolfgang Overath während des laufenden Spiels bei einem Krampf half, bekam Elsener als Dank für die Fairness von der deutschen Bild-Zeitung und einer Karlsruher Kürschnerei einen Pelzmantel geschenkt. Am 15. Juli 1966 beim Gruppenspiel gegen Spanien in Sheffield, die Schweiz verlor mit 1:2 Toren, beendete er nach 34 Einsätzen in der Nationalmannschaft seine internationale Karriere. Nochmals machte er es den gegnerischen Stürmern – Francisco Gento, Amancio, Luis del Sol und Luis Suárez – mit reaktionsschnellen Paraden schwer, zu einem Torerfolg zu kommen.

### Ende der Karriere
Im Jahre 1968 beendete Karl Elsener seine Karriere im Spitzenfussball. Nach den Stationen Grasshoppers, La Chaux-de-Fonds, Winterthur, Grenchen, Lausanne-Sports und FC Luzern spielte er mit 42 Jahren noch in der 2. Liga beim Zürcher Quartierverein Höngg. Der gelernte Heizungszeichner kämpfte in den letzten Jahren mit gesundheitlichen Problemen, betrieb aber dennoch in seinem Heim in Schwamendingen einen kleinen Weinhandel. Und nie verpasste er den monatlichen Stamm im Restaurant Wiesental in Winkel ZH mit Weggefährten wie Hansruedi Fuhrer, Peter Wäspe, Bruno Gabrieli, Rafael Pusterla oder Ernst Meyer.
Elsener verstarb am 27. Juli 2010 an einer Lungenentzündung in Zürich. An der Abdankung in Schwamendingen nahmen über 200 Personen teil.